# Поморсько
Поморсько (пол. Pomorsko, нім. Pommerzig) — село в Польщі, у гміні Сулехув Зеленогурського повіту Любуського воєводства.
Населення — 584 особи (2011).

## Демографія
Демографічна структура станом на 31 березня 2011 року:
|          | Загалом | Допрацездатний вік | Працездатний вік | Постпрацездатний вік |
| -------- | ------- | ------------------ | ---------------- | -------------------- |
| Чоловіки | 275     | 51                 | 204              | 20                   |
| Жінки    | 309     | 60                 | 185              | 64                   |
| Разом    | 584     | 111                | 389              | 84                   |